# Cessna
Cessna Aircraft Company, ubicada en Wichita, Kansas, Estados Unidos, es un fabricante de aviones, que van de pequeños modelos de cuatro plazas hasta reactores de negocios.
La compañía nació en junio de 1911, cuando un granjero de Rago, Kansas, llamado Clyde Cessna construyó su primer avión, un monoplano tipo Bleriot propulsado por un motor Elbridge de 60 cv.
En febrero de 1925 Cessna se asoció con Lloyd Stearman y Walter Beech para formar la compañía Travel Air Manufacturing Company, y allí se mantuvo hasta septiembre de 1927, cuando formó con Víctor Roos la Cessna-Roos Aircraft Company, convertida en Cessna no dos meses más tarde, tras la marcha de Roos.
El primer diseño de Cessna producido en serie fue el Cessna Modelo A, que encabezó una larga e inmensamente popular serie de monoplanos de ala alta que se ha perdurado hasta hace bien poco en la gama de monomotores de Cessna.
Por otro lado, Cessna construyó su primer bimotor ligero en 1939, un transporte comercial de cinco plazas denominado Cessna Modelo T-50 por la compañía, similar a muchos otros modelos que se hicieron populares en Estados Unidos a finales de la década de los treinta.
Tras la culminación de la Segunda Guerra Mundial, Cessna creó el Cessna 170, que, junto con su variante, el Modelo 172, se convirtió en el modelo de avión ligero más producido en la historia de la aviación.
Cessna fue comprada por General Dynamics en 1985, y por Textron en 1992.

## Aviones producidos por Cessna

### Modelos de preguerra
- Cessna Modelo A
- Cessna Modelo BW
- Cessna Modelo DC-6
- Cessna Modelo C-34
- Cessna Modelo C-37/38
- Cessna Modelo C-145/C-165 Airmaster
- Cessna T-50

### II Guerra Mundial
- Cessna Modelo C-453758
- Cessna T-50

### Posguerra
- Cessna 120/140
- Cessna 150/152
- Cessna 162 Skycatcher
- Cessna 165 Airmaster

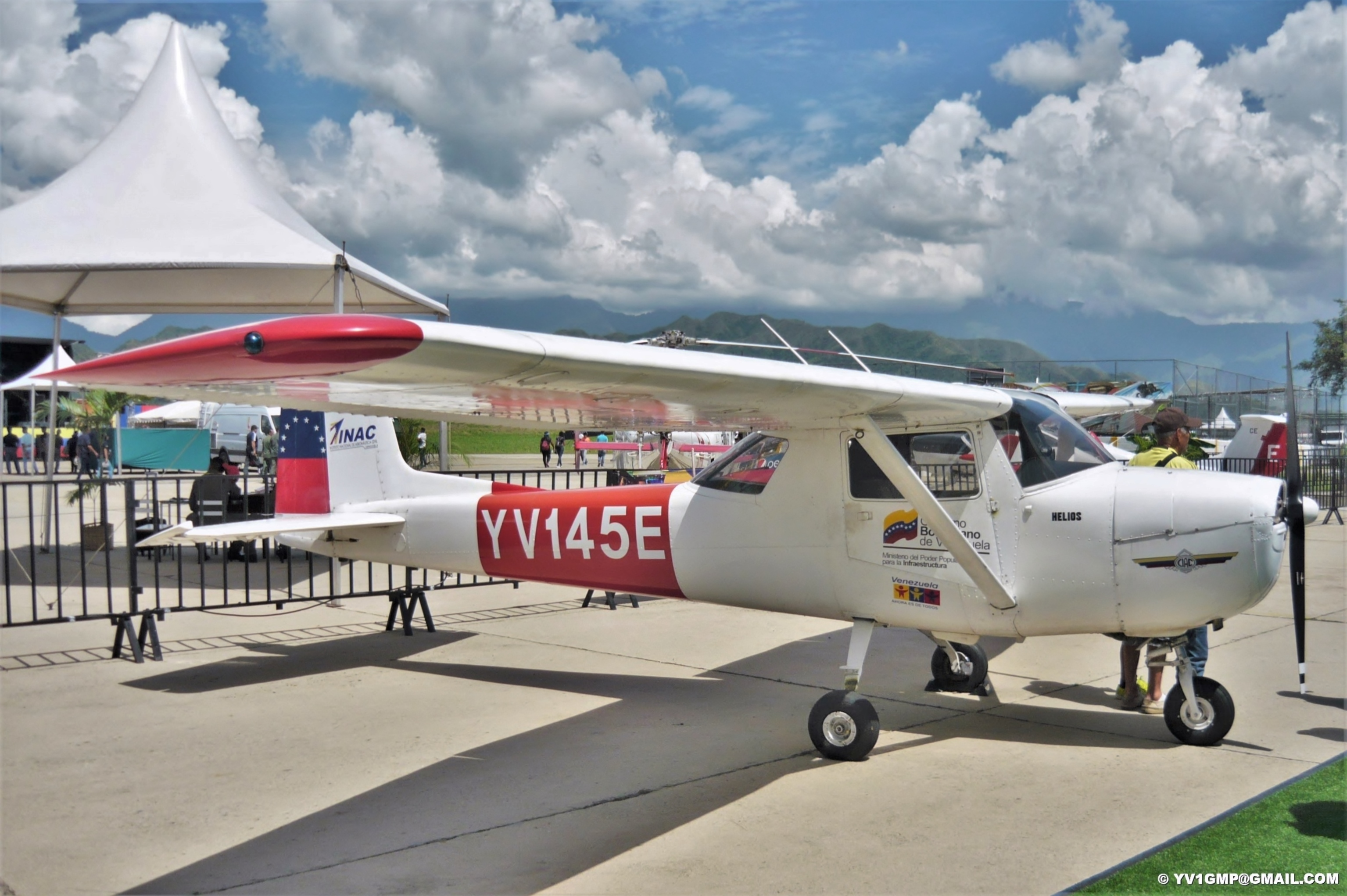
Cessna 150D

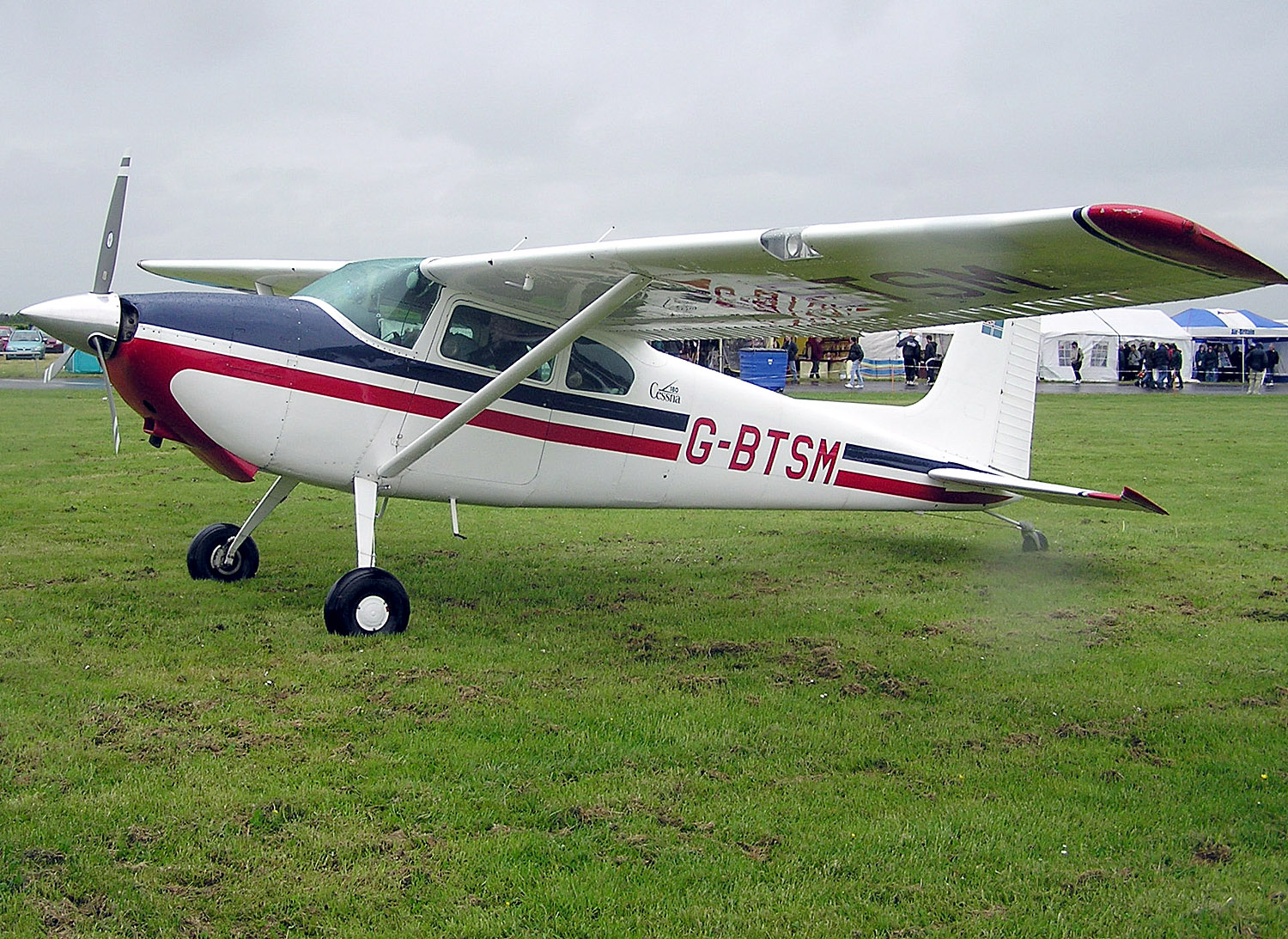
Cessna 180A de 1957.

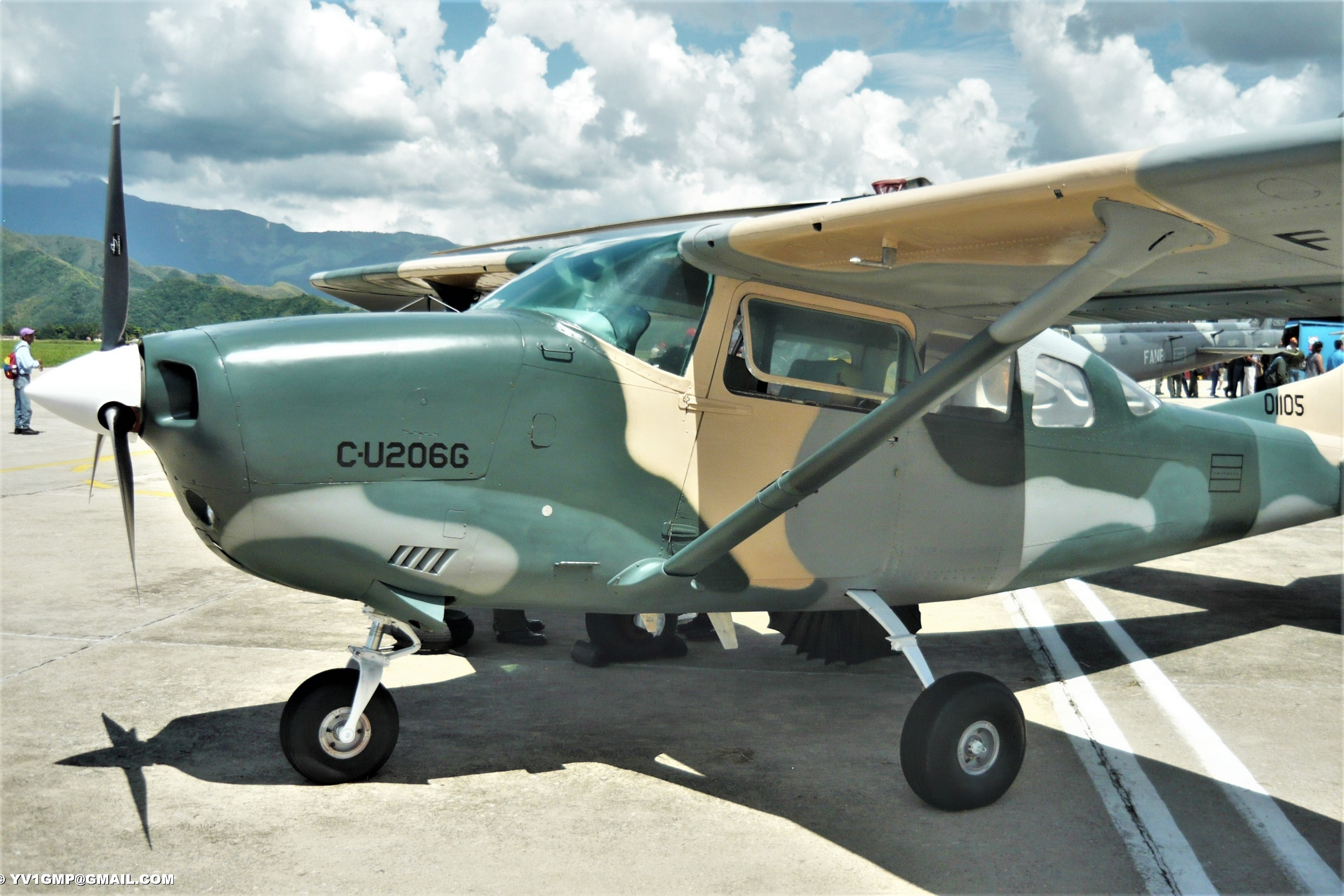
Cessna U206G

- Cessna 170/172/175/182 Skylark/Skyhawk/Skylane/T-41
- Cessna 177 Cardinal
- Cessna 180/185 Skywagon
- Cessna 188/AG Wagon
- Cessna 190/195
- Cessna 205
- Cessna 206/207 Super Skiwagon/Stationair
- Cessna 210 Centurion/Turbo Centurion
- Cessna 303 Crusader
- Cessna 305A/O-1 Bird Dog
- Cessna 310/320/335/340/U-3 Skynight
- Cessna 318/T-37
- Cessna 318E/A-37 Dragonfly
- Cessna 336/337 Skymaster/O-2 Reims F337 Milirole
- Cessna 340
- Cessna 401/402
- Cessna 404 Titan
- Cessna 406 Caravan II
- Cessna 411
- Cessna 414 Cessna 414 Chancelor
- Cessna 421 Golden Eagle
- Cessna 425 Corsair
- Cessna 441 Conquest
- Cessna 500 Citation
- Cessna Citation X
- Cessna CH-1 (helicóptero ligero biplaza)

### En producción

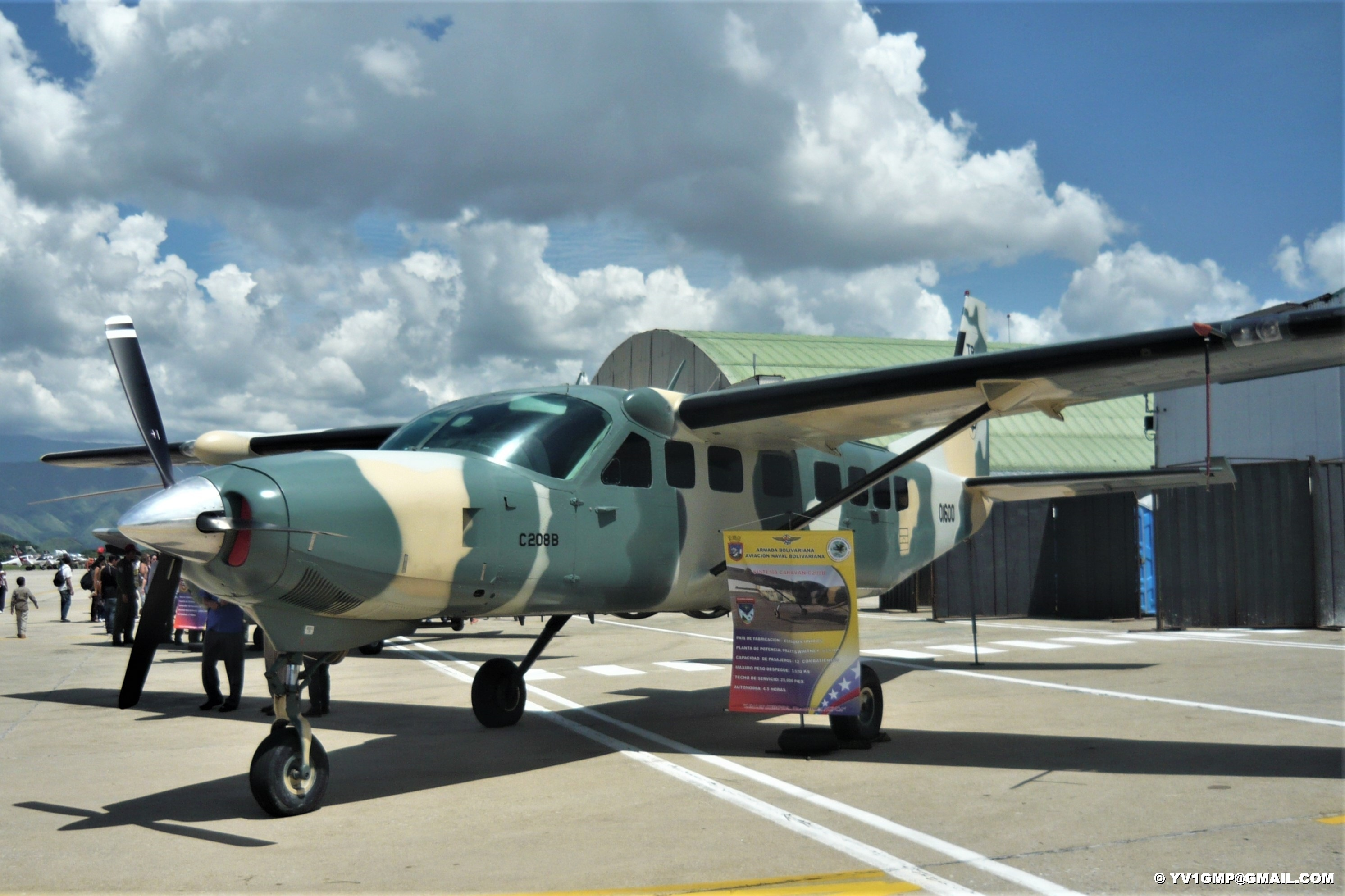
Cessna 208B CARAVAN

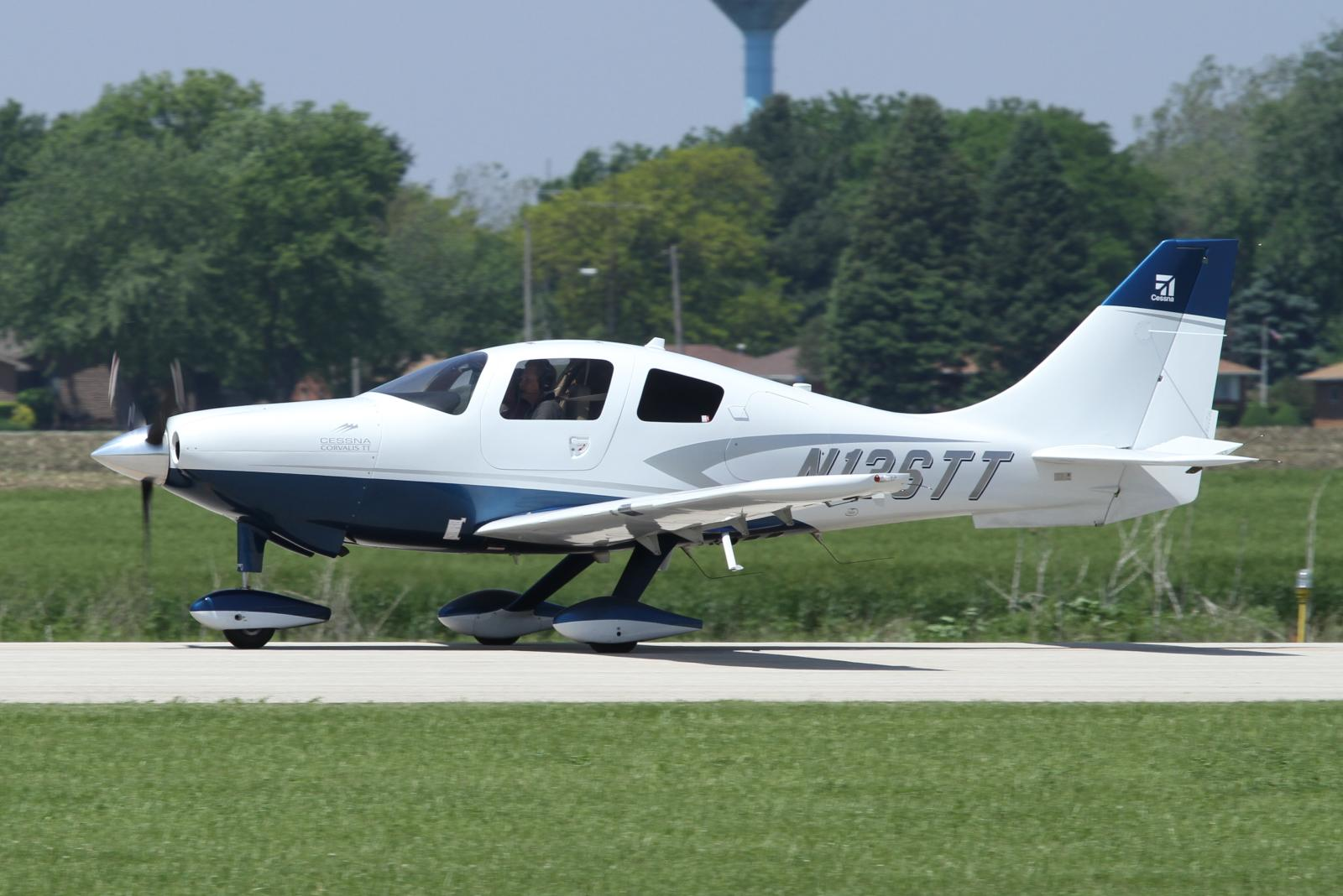
Cessna 400.

Cessna tiene los siguientes modelos en construcción:
- Cessna 162
- Cessna 172
- Cessna 182
- Cessna 206
- Cessna 208
- Cessna 350
- Cessna 400
- Cessna 510
- Cessna 525
- Cessna 560
- Cessna 560XL
- Cessna 680
- Cessna 750
- Cessna Denali